# Пиан, Альфредо
Альфре́до Пиа́н (исп. Alfredo Pián; 21 октября 1912 года, Лас-Росас, Санта-Фе, Аргентина — 25 июля 1990 года, Лас-Росас, Санта-Фе, Аргентина) — аргентинский автогонщик, участник чемпионата мира по автогонкам в классе Формула-1, ни разу не стартовавший в Гран-при.
Пиан был заявлен на Гран-при Монако 1950 года за рулем Maserati 4CLT. Вместе с ним за ту же команду был заявлен также Хосе Фройлан Гонсалес. Однако, во время тренировочных заездов в субботу Пиан поскользнулся на разлитом масле, врезался в защитный барьер и был выброшен из автомобиля. Показавший к тому моменту 6-е лучшее время аргентинец получил травмы ног и вследствие этого не смог стартовать в гонке. В дальнейшем он более не выходил на старт соревнований Формулы-1.

## Результаты в чемпионате мира «Формулы-1»
| Легенда к таблице |                                                                    |
| --- | ------------------------------------------------------------------ |
| В таблице перечислены результаты всех Гран-при Формулы-1, в которых принимал участие гонщик. Строками таблицы являются сезоны, столбцами — этапы чемпионата мира. В каждой клетке указаны сокращённое название этапа и результат, дополнительно обозначенный цветом. Расшифровка обозначений и цветов представлена в нижеследующей таблице. |                                                                    |
| \| Пример \| Описание \| \| ------------ \| ------------------------------------------------------------------ \| \| 1 \| Победитель \| \| 2 \| Второе место \| \| 3 \| Третье место \| \| 5 \| Финишировал, заработав очки \| \| Сход \| Не финишировал, но при этом заработал очки \| \| 12 \| Финишировал, не получив очков \| \| НКЛ \| Финишировал, но не попал в финальную классификацию \| \| 15 \| Участвовал вне зачёта, либо по отдельной классификации \| \| 18 \| Не финишировал, но попал в финальную классификацию \| \| Сход \| Не финишировал \| \| НКВ \| Не прошёл квалификацию \| \| НПКВ \| Не прошёл предквалификацию \| \| ДСК \| Дисквалифицирован \| \| ИСК \| Исключён из протокола соревнований \| \| ТТ \| Заявлен для участия только в тренировках \| \| НС \| Участвовал в квалификации, но не стартовал в гонке \| \| Т \| Травмирован или болен \| \| ОТК \| Отказ от участия \| \| НТР \| Прибыл на соревнования, но на трассу не выезжал \| \| НПР \| Был заявлен в числе участников, но не прибыл к началу соревнований \| \| О \| Соревнования отменены \| \| \| Не участвовал \| \| Поул-позиция \| \| \| Быстрый круг \| \| |                                                                    |
| Пример | Описание                                                           |
| 1 | Победитель                                                         |
| 2 | Второе место                                                       |
| 3 | Третье место                                                       |
| 5 | Финишировал, заработав очки                                        |
| Сход | Не финишировал, но при этом заработал очки                         |
| 12 | Финишировал, не получив очков                                      |
| НКЛ | Финишировал, но не попал в финальную классификацию                 |
| 15 | Участвовал вне зачёта, либо по отдельной классификации             |
| 18 | Не финишировал, но попал в финальную классификацию                 |
| Сход | Не финишировал                                                     |
| НКВ | Не прошёл квалификацию                                             |
| НПКВ | Не прошёл предквалификацию                                         |
| ДСК | Дисквалифицирован                                                  |
| ИСК | Исключён из протокола соревнований                                 |
| ТТ | Заявлен для участия только в тренировках                           |
| НС | Участвовал в квалификации, но не стартовал в гонке                 |
| Т | Травмирован или болен                                              |
| ОТК | Отказ от участия                                                   |
| НТР | Прибыл на соревнования, но на трассу не выезжал                    |
| НПР | Был заявлен в числе участников, но не прибыл к началу соревнований |
| О | Соревнования отменены                                              |
| | Не участвовал                                                      |
| Поул-позиция |                                                                    |
| Быстрый круг |                                                                    |

| Сезон | Команда                | Шасси            | Двигатель    | Ш | 1   | 2      | 3   | 4   | 5   | 6   | 7   | Место | Очки |
| ----- | ---------------------- | ---------------- | ------------ | - | --- | ------ | --- | --- | --- | --- | --- | ----- | ---- |
| 1950  | Scuderia Achille Varzi | Maserati 4CLT/48 | Maserati L4S | P | ВЕЛ | МОН НС | 500 | ШВА | БЕЛ | ФРА | ИТА | —     | 0    |